# 시험봉

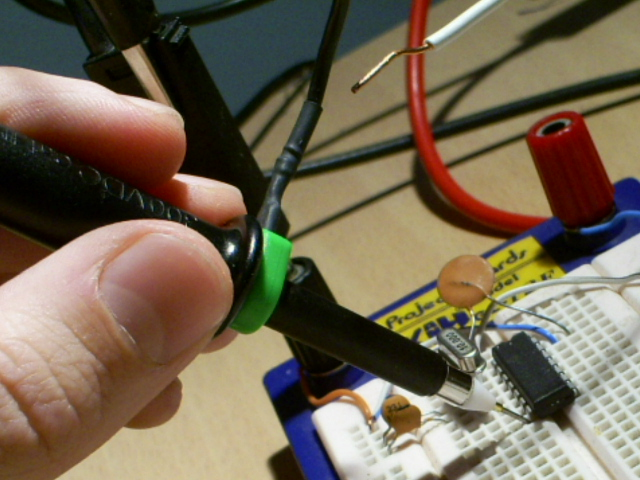
집적 회로를 테스트하는 데 사용되는 일반적인 수동 오실로스코프 프로브.

시험봉 또는 테스트 프로브(영어: Test probe)는 전자 테스트 장비를 피시험 장치(DUT)에 연결하는 데 사용되는 물리적 장치이다. 테스트 프로브는 매우 단순하고 견고한 장치에서부터 정교하고 비싸며 깨지기 쉬운 복잡한 프로브에 이르기까지 다양하다. 특정 유형에는 테스트 프로드, 오실로스코프 프로브 및 전류 프로브가 있다. 테스트 프로브는 프로브, 케이블 및 종단 커넥터를 포함하는 테스트 리드로 제공되는 경우가 많다.

## 전압
전압 프로브는 DUT에 존재하는 전압을 측정하는 데 사용된다. 높은 정확도를 달성하려면 테스트 장비와 프로브가 측정되는 전압에 크게 영향을 미치지 않아야 한다. 이는 장비와 프로브의 조합이 DUT에 부하를 주지 않을 만큼 충분히 높은 온저항을 나타내도록 함으로써 달성된다. AC 측정의 경우, 온저항의 리액턴스 구성 요소가 저항 구성 요소보다 더 중요할 수 있다.

### 간단한 테스트 리드

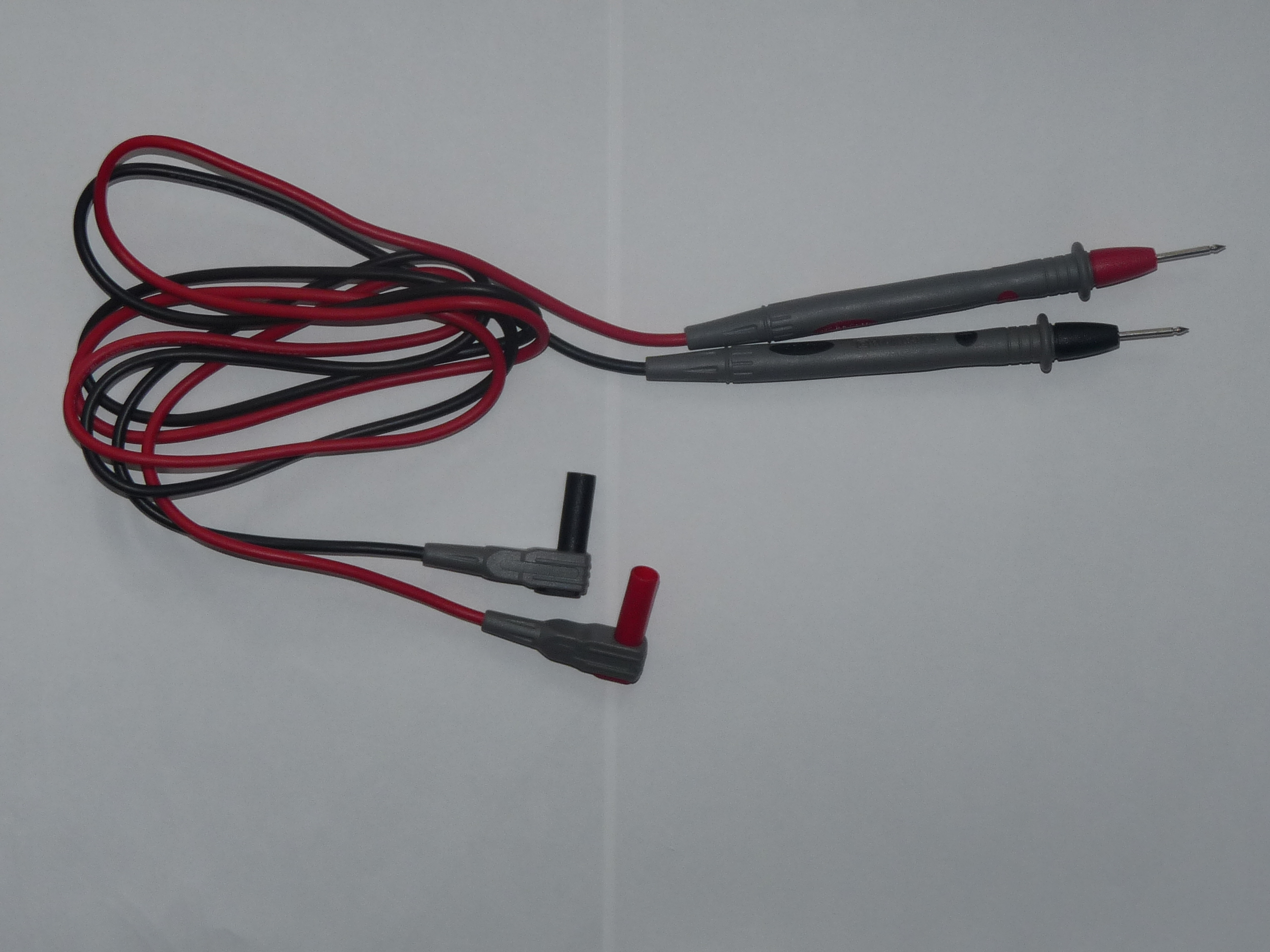
간단한 테스트 리드 한 쌍

일반적인 전압계 프로브는 한쪽 끝에는 전압계에 맞는 커넥터가 있고 다른쪽 끝에는 손잡이와 프로브 본체로 구성된 단단한 관형 플라스틱 부분이 있는 단일 와이어 테스트 리드로 구성된다. 손잡이를 사용하면 측정에 영향을 미치거나(전기 회로의 일부가 됨으로써) 방전을 유발할 수 있는 위험한 전압에 노출되지 않고 프로브를 잡고 안내할 수 있다. 프로브 본체 내에서 와이어는 DUT에 접촉하는 단단하고 뾰족한 금속 팁에 연결된다. 일부 프로브는 악어 클립을 팁에 부착할 수 있어 프로브를 DUT에 부착하여 제자리에 고정할 필요가 없게 한다.
테스트 리드는 일반적으로 유연성을 유지하기 위해 미세 연선 와이어로 만들어지며, 몇 암페어의 전류를 전달하기에 충분한 와이어 게이지를 사용한다. 절연체는 유연하고 전압계의 최대 입력 전압보다 높은 절연 파괴 전압을 갖도록 선택된다. 많은 미세 연선과 두꺼운 절연체는 와이어를 일반적인 연결 와이어보다 두껍게 만든다.
두 개의 프로브는 전압, 전류 및 저항기와 커패시터와 같은 2단자 구성 요소를 측정하는 데 함께 사용된다. DC 측정을 할 때는 어떤 프로브가 양극이고 어떤 프로브가 음극인지 알아야 하므로, 관례적으로 프로브는 양극은 빨간색, 음극은 검은색으로 표시된다. 필요한 정확도에 따라 DC에서 몇 킬로헤르츠에 이르는 신호 주파수와 함께 사용할 수 있다.
민감한 측정(예: 매우 낮은 전압, 또는 매우 낮거나 매우 높은 저항)을 해야 하는 경우, 차폐, 보호 및 4단자 켈빈 감지(측정 전류를 전달하고 전압을 감지하는 별도의 리드 사용)와 같은 기술이 사용된다.

#### 핀셋 프로브

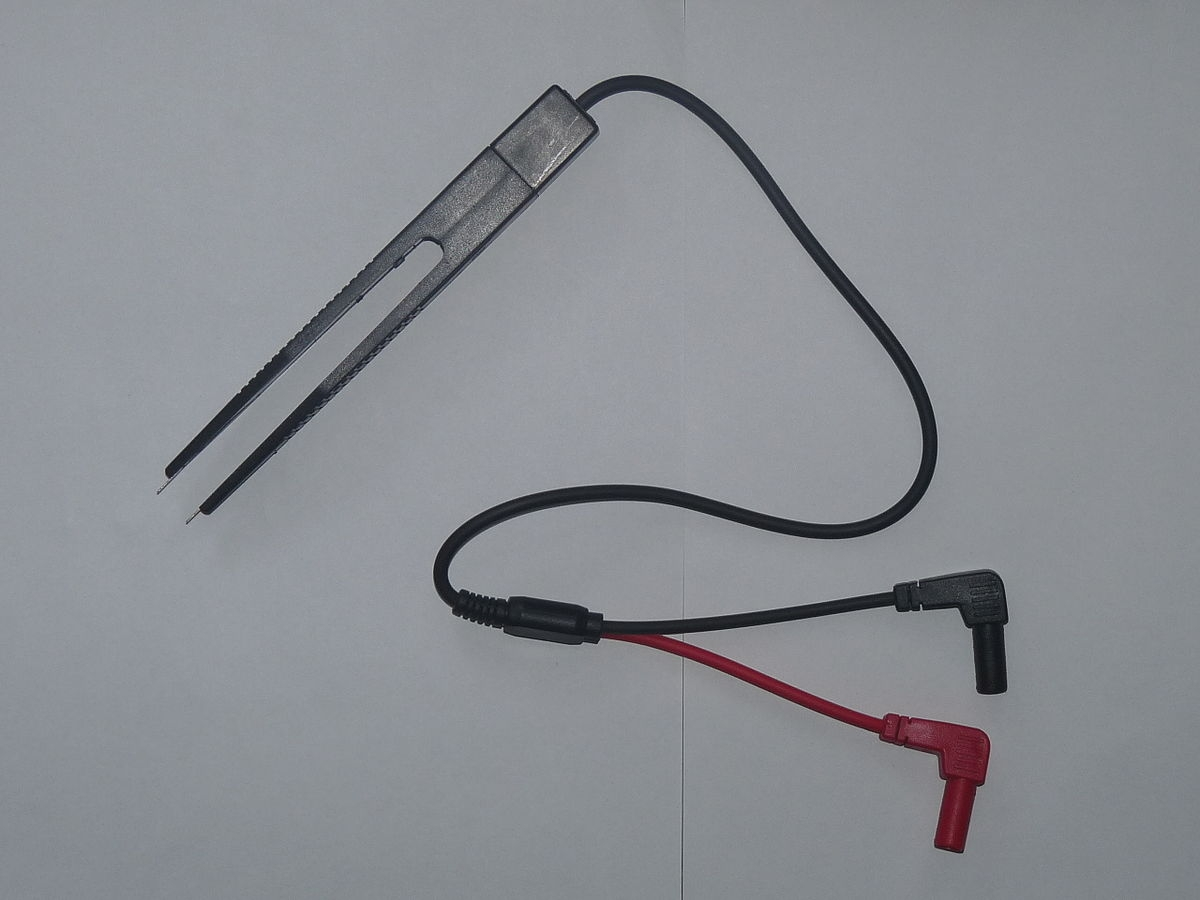
표면 실장 부품용 핀셋 프로브

핀셋 프로브는 핀셋 메커니즘에 고정된 한 쌍의 단순한 프로브로, 한 손으로 작동하며, 밀접하게 이격된 핀 사이의 전압 또는 기타 전자 회로 파라미터를 측정하는 데 사용된다.

#### 포고 핀
스프링 프로브(일명 "포고 핀")는 시험 고정 장치에서 테스트 포인트, 구성 요소 리드 및 DUT(피시험 장치)의 기타 전도성 부분과 접촉하는 데 사용되는 스프링 장착 핀이다. 이 프로브는 일반적으로 프로브 소켓에 압입되어 수십 년 동안 사용될 수 있는 시험 고정 장치에서 수많은 DUT를 자동 테스트 장비에서 테스트할 때 쉽게 교체할 수 있다.

### 오실로스코프프로브
오실로스코프는 상대적으로 안정적인 양의 수치 값을 제공하는 다른 기기와 달리 변화하는 전기량의 순간 파형을 표시한다.
스코프 프로브는 수동과 능동의 두 가지 주요 범주로 나뉜다.
수동 스코프 프로브는 트랜지스터와 같은 능동 전자 부품을 포함하지 않으므로 외부 전원이 필요하지 않다.
관련된 높은 주파수로 인해 오실로스코프는 일반적으로 DUT에 연결하기 위해 단순한 와이어("플라잉 리드")를 사용하지 않는다. 플라잉 리드는 간섭을 받을 가능성이 높으므로 낮은 레벨 신호에는 적합하지 않다. 또한, 플라잉 리드의 인덕턴스는 높은 주파수 신호에는 부적합하게 만든다. 대신, 프로브 팁에서 오실로스코프로 신호를 전송하기 위해 동축 케이블을 사용하는 특정 스코프 프로브가 사용된다. 이 케이블은 두 가지 주요 이점이 있다. 외부 전자기 간섭으로부터 신호를 보호하여 낮은 레벨 신호의 정확도를 향상시키고, 플라잉 리드보다 낮은 인덕턴스를 가져 높은 주파수 신호의 프로브 정확도를 향상시킨다.
동축 케이블은 플라잉 리드보다 인덕턴스가 낮지만, 커패시턴스는 더 높다. 일반적인 50옴 케이블은 미터당 약 90pF이다. 결과적으로, 1미터 고온저항 직접(1×) 동축 케이블 프로브는 약 110pF의 커패시턴스와 1메가옴의 저항으로 회로에 부하를 줄 수 있다.
오실로스코프 프로브는 진폭 응답이 3dB 감소하는 주파수 한계 및 상승 시간 {\displaystyle t_{r}}으로 특징지어진다. 이들은 대략 다음과 같이 관련된다.
{\displaystyle f_{3dB}=0.35/t_{r}}
따라서 50MHz 프로브는 7ns의 상승 시간을 갖는다. 오실로스코프와 프로브의 조합 응답은 다음과 같이 주어진다.
{\displaystyle t_{r}(combined)={\sqrt {t_{r}(probe)^{2}+t_{r}(scope)^{2}}}}
예를 들어, 50MHz 오실로스코프에 연결된 50MHz 프로브는 35MHz 시스템을 제공한다. 따라서 전체 시스템 응답에 미치는 영향을 최소화하기 위해 더 높은 주파수 한계를 가진 프로브를 사용하는 것이 유리하다.

#### 수동 프로브

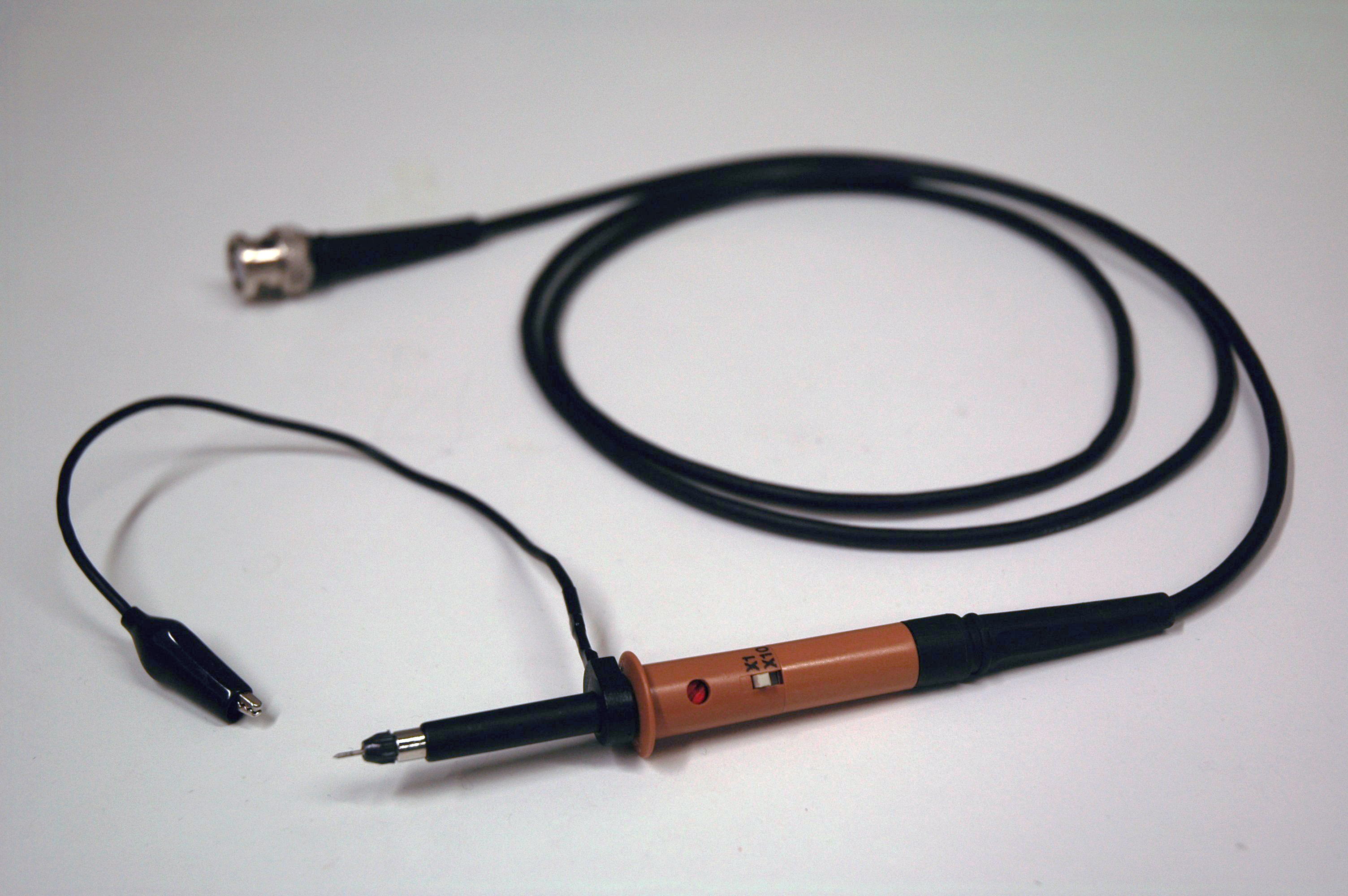
프로브 핸들에 1배 또는 10배 감쇠를 선택하는 스위치가 있는 수동 오실로스코프 프로브.

부하를 최소화하기 위해 감쇠기 프로브(예: 10배 프로브)가 사용된다. 일반적인 프로브는 9메가옴 직렬 저항기를 사용하며, 케이블 커패시턴스 및 스코프 입력과 함께 RC 보상 분배기를 만들기 위해 낮은 값의 커패시터로 병렬 연결된다. RC 시정수는 일치하도록 조정된다. 예를 들어, 9메가옴 직렬 저항기는 12.2pF 커패시터로 병렬 연결되어 110마이크로초의 시정수를 갖는다. 90pF의 케이블 커패시턴스는 20pF의 스코프 입력(총 커패시턴스 110pF) 및 1메가옴과 병렬로 연결되어 110마이크로초의 시정수를 제공한다. 실제로는 작업자가 낮은 주파수 시정수(프로브 보상이라고 함)를 정확하게 일치시킬 수 있도록 조정이 있을 것이다. 시정수를 일치시키면 감쇠가 주파수와 독립적이 된다. 낮은 주파수(R의 저항이 C의 리액턴스보다 훨씬 작은 경우)에서는 회로가 저항 분배기처럼 보이며, 높은 주파수(저항이 리액턴스보다 훨씬 큰 경우)에서는 회로가 커패시티브 분배기처럼 보인다.
그 결과 12pF와 병렬로 약 10메가옴의 부하를 제공하는 적당한 주파수용 주파수 보상 프로브가 탄생했다. 이러한 프로브는 개선되었지만, 시간 스케일이 여러 케이블 전송 시간(전송 시간은 일반적으로 5ns)으로 줄어들면 작동하지 않는다. 그 시간 프레임에서 케이블은 특성 온저항처럼 보이며, 스코프 입력 및 프로브의 전송선 불일치로 인해 링잉이 발생한다. 최신 스코프 프로브는 손실이 많은 낮은 커패시턴스 전송선과 정교한 주파수 형성 네트워크를 사용하여 10배 프로브가 수백 메가헤르츠에서 잘 작동하도록 한다. 따라서 보상을 완료하기 위한 다른 조정이 있다.
직접 연결된 테스트 프로브(소위 1배 프로브)는 원치 않는 리드 커패시턴스를 테스트 중인 회로에 걸어 놓는다. 일반적인 동축 케이블의 경우, 부하는 미터당 약 100pF이다(일반적인 테스트 리드의 길이).
감쇠기 프로브는 감쇠기로 커패시티브 부하를 최소화하지만, 기기에 전달되는 신호의 크기를 줄인다. 10배 감쇠기는 커패시티브 부하를 약 10분의 1로 줄인다. 감쇠기는 관심 있는 전체 주파수 범위에서 정확한 비율을 가져야 한다. 기기의 입력 온저항은 감쇠기의 일부가 된다. 저항 분배기가 있는 DC 감쇠기는 커패시터로 보완되어 관심 범위에서 주파수 응답이 예측 가능하도록 한다.
RC 시정수 매칭 방식은 차폐 케이블의 전송 시간이 관심 시간 스케일보다 훨씬 짧은 한 작동한다. 즉, 차폐 케이블은 인덕터가 아닌 집중형 커패시터로 간주될 수 있다. 1미터 케이블의 전송 시간은 약 5ns이다. 결과적으로 이 프로브는 몇 메가헤르츠까지 작동하지만, 그 이후에는 전송선 효과가 문제를 일으킨다.
높은 주파수에서 프로브 임피던스는 낮아진다.
가장 일반적인 설계는 프로브 팁에 9 메가옴 저항기를 직렬로 삽입한다. 그런 다음 신호는 프로브 헤드에서 오실로스코프로 특별한 손실이 많은 커패시턴스 및 링잉을 최소화하도록 설계된 동축 케이블을 통해 전송된다. 이 케이블의 발명은 텍트로닉스에서 근무하는 엔지니어인 존 코베에게서 비롯되었다. 이 저항기는 케이블 커패시턴스가 DUT에 부과할 부하를 최소화하는 역할을 한다. 오실로스코프의 일반적인 1메가옴 입력 온저항과 직렬로 연결된 9메가옴 저항기는 10배 전압 나누개를 생성하므로 이러한 프로브는 일반적으로 낮은 커패시턴스 프로브 또는 10배 프로브로 알려져 있으며, 종종 곱셈 기호 대신 X 또는 x로 인쇄되고 일반적으로 "타임즈-텐 프로브"라고 불린다..
오실로스코프 입력에는 1메가옴 저항과 병렬로 일부 기생 커패시턴스가 있으므로, 9메가옴 저항은 스코프의 기생 커패시턴스와 심각한 RC 로우패스 필터를 형성하는 것을 방지하기 위해 커패시터로 바이패스되어야 한다. 바이패스 커패시턴스의 양은 오실로스코프의 입력 커패시턴스와 신중하게 일치시켜야 커패시터도 10배 전압 나누개를 형성한다. 이런 식으로 프로브는 DC(저항으로 제공되는 감쇠)에서 매우 높은 AC 주파수(커패시터로 제공되는 감쇠)까지 균일한 10배 감쇠를 제공한다.
과거에는 프로브 헤드의 바이패스 커패시터를 조절할 수 있었다(이 10배 감쇠를 달성하기 위해). 보다 현대적인 프로브 설계는 9메가옴 저항기를 고정 값 바이패스 커패시터와 결합하는 레이저 트리밍된 후막 기술 전자 회로를 헤드에 사용한다. 그런 다음 오실로스코프의 입력 커패시턴스와 병렬로 작은 조절 가능한 커패시터를 배치한다. 어느 쪽이든 프로브는 모든 주파수에서 균일한 감쇠를 제공하도록 조정되어야 한다. 이를 프로브 보정이라고 한다. 보정은 일반적으로 1킬로헤르츠 방형파를 프로빙하고 오실로스코프가 가장 정사각형 모양의 파형을 표시할 때까지 보정 커패시터를 조정하여 수행된다. 대부분의 오실로스코프는 10:1 프로브가 오실로스코프 입력에 연결될 때마다 프로브 보정을 수행해야 하므로 전면 패널에 1킬로헤르츠 보정 소스를 가지고 있다. 최신, 더 빠른 프로브는 더 복잡한 보정 배열을 가지고 있으며, 때때로 추가 조정이 필요할 수 있다.
100배 수동 프로브도 사용할 수 있으며, 매우 높은 전압(최대 25킬로볼트)에서 사용하도록 특수화된 일부 설계도 있다.
수동 프로브는 일반적으로 BNC 단자를 사용하여 오실로스코프에 연결된다. 대부분의 10배 프로브는 DUT에 약 10-15pF 및 10메가옴의 부하와 동일하며, 100배 프로브는 일반적으로 100메가옴 부하와 더 작은 커패시턴스를 제공하여 회로에 더 적은 부하를 준다.

#### 저온저항 프로브
Z0 프로브는 온저항이 낮고 주파수가 매우 높은 회로에 사용되는 특수한 유형의 저용량 수동 프로브이다. 이 프로브는 10배 수동 프로브와 설계가 유사하지만 훨씬 낮은 온저항 레벨을 사용한다. 프로브 케이블은 일반적으로 특성 온저항이 50옴이며, 일치하는 50옴(1메가옴 대신) 입력 온저항을 가진 오실로스코프에 연결된다. 고온저항 스코프 프로브는 기존의 1메가옴 오실로스코프용으로 설계되었지만, 1메가옴 입력 온저항은 낮은 주파수에서만 유효하다. 입력 온저항은 프로브의 대역폭에 걸쳐 일정한 1메가옴이 아니라 주파수에 따라 감소한다. 예를 들어, 텍트로닉스 P6139A의 입력 온저항은 10킬로헤르츠 이상에서 떨어지기 시작하여 100메가헤르츠에서는 약 100옴이다. 고주파수 신호에는 다른 프로브 기술이 필요하다.
고주파수 오실로스코프는 입력에서 일치된 부하(일반적으로 50옴)를 제공하여 스코프의 반사를 최소화한다. 일치하는 50옴 전송선을 사용하여 프로빙하면 고주파수 성능을 제공할 수 있지만, 대부분의 회로에 과도한 부하를 줄 수 있다. 감쇠기(저항기 분배기)를 사용하여 부하를 최소화할 수 있다. 팁에서 이 프로브는 450옴(10배 감쇠용) 또는 950옴(20배 감쇠용) 직렬 저항기를 사용한다. 텍트로닉스는 9기가헤르츠 대역폭과 450옴 직렬 저항기를 가진 10배 분배기 프로브를 판매한다. 이 프로브는 50옴 전송선이 순수한 저항 부하를 제공하므로 저항 분배기 프로브라고도 불린다.
Z0 이름은 오실로스코프 및 케이블의 특성 온저항을 나타낸다. 일치된 온저항은 일치하지 않는 수동 프로브가 달성할 수 있는 것보다 더 나은 고주파수 성능을 제공하지만, 프로브 팁이 DUT에 제공하는 낮은 500옴 부하를 희생해야 한다. 프로브 팁의 기생 커패시턴스는 매우 낮으므로, 매우 높은 주파수 신호의 경우 Z0 프로브는 어떤 고온저항 프로브나 심지어 많은 능동 프로브보다 낮은 부하를 제공할 수 있다.
원칙적으로 이 유형의 프로브는 모든 주파수에서 사용할 수 있지만, DC 및 저주파수 회로는 종종 프로브의 낮은 500 또는 1000옴 프로브 온저항에 의해 허용할 수 없는 부하가 가해지는 높은 온저항을 갖는다. 기생 온저항은 매우 높은 주파수 회로를 낮은 온저항에서 작동하도록 제한하므로, 프로브 온저항은 문제가 되지 않는다.

#### 능동 스코프 프로브
능동 스코프 프로브는 프로브 헤드에 장착된 고온저항 고주파 앰프와 차폐 리드를 사용한다. 앰프의 목적은 증폭이 아니라 테스트 중인 회로와 오실로스코프 및 케이블 사이의 절연(버퍼링)이며, 낮은 커패시턴스와 높은 DC 저항으로 회로에 부하를 가하고 오실로스코프 입력에 일치시킨다. 능동 프로브는 일반적으로 테스트 중인 회로에서 1피코패럿 이하의 커패시턴스와 병렬로 1메가옴 저항으로 인식된다. 프로브는 오실로스코프 입력의 특성 온저항과 일치하는 케이블로 오실로스코프에 연결된다. 진공관 기반 능동 프로브는 고주파 반도체 소자의 등장 이전에 캐소드 팔로워 앰프로 작은 진공관을 사용하여 사용되었다.
능동 프로브에는 모든 애플리케이션에서 수동 프로브를 대체하지 못하게 하는 몇 가지 단점이 있다.
- 수동 프로브보다 몇 배 더 비싸다.
- 전력이 필요하다(하지만 이것은 일반적으로 오실로스코프에서 공급된다).
- 동적 범위가 제한되어 있으며, 때로는 3~5볼트밖에 안 되며, 신호 또는 방전으로 인한 과전압으로 손상될 수 있다.

많은 능동 프로브는 사용자가 초과 DC 레벨이 있는 전압을 측정할 수 있도록 오프셋 전압을 도입할 수 있다. 총 동적 범위는 여전히 제한되지만, 사용자는 중심점을 조정하여 예를 들어 0에서 5볼트 범위의 전압을 -2.5에서 +2.5볼트 대신 측정할 수 있다.
내재된 낮은 전압 등급 때문에 작업자 안전을 위한 고전압 절연을 제공할 필요가 거의 없다. 이를 통해 능동 프로브의 헤드를 매우 작게 만들 수 있어 현대 고밀도 전자 회로에서 사용하기에 매우 편리하다.
수동 프로브와 적당한 능동 프로브 설계는 윌리엄스의 응용 노트에서 논의된다.
텍트로닉스 P6201은 DC에서 900메가헤르츠까지의 초기 능동 FET 프로브이다.
초고주파수에서 최신 디지털 스코프는 50GS/s, 20기가헤르츠 성능을 얻기 위해 사용자가 DUT에 프리앰프를 납땜해야 한다.

#### 차동 프로브
차동 프로브는 차동 신호를 포착하는 데 최적화되어 있다. 공통 모드 제거비(CMRR)를 최대화하기 위해 차동 프로브는 전체 감쇠, 주파수 응답 및 시간 지연에서 가능한 한 거의 동일한 두 개의 신호 경로를 제공해야 한다.
과거에는 두 개의 신호 경로를 가진 수동 프로브를 설계하여 오실로스코프 또는 그 근처에 차동 증폭기 단계를 필요로 했다. (초기에는 매우 소수의 프로브가 진공관을 사용하여 상당히 부피가 큰 프로브 헤드에 차동 증폭기를 장착했다.) 반도체 소자의 발전으로 차동 증폭기를 프로브 헤드에 직접 배치하는 것이 실용화되어 나머지 신호 경로에 대한 요구 사항이 크게 완화되었다(이제 단일 종단이 아닌 차동이므로 신호 경로의 매개 변수를 일치시킬 필요가 없어졌다). 최신 차동 프로브는 일반적으로 작업자가 DUT의 적절한 두 지점에 동시에 접촉하도록 조절할 수 있는 두 개의 금속 확장부를 가지고 있다. 이를 통해 매우 높은 CMRR이 가능해진다.

#### 추가 프로브 기능
모든 스코프 프로브는 회로의 기준 전압에 프로브를 접지(접지)하는 기능을 포함한다. 이것은 일반적으로 프로브 헤드에서 접지까지 매우 짧은 피그테일 와이어를 연결하여 이루어진다. 접지 와이어의 인덕턴스는 관찰된 신호의 왜곡을 유발할 수 있으므로 이 와이어는 가능한 한 짧게 유지된다. 일부 프로브는 와이어 대신 작은 접지 발을 사용하여 접지 링크를 10mm만큼 짧게 만들 수 있다.
대부분의 프로브는 다양한 "팁"을 설치할 수 있다. 뾰족한 팁이 가장 일반적이지만, 테스트 지점에 고정할 수 있는 갈고리 모양의 팁이 있는 스캐너 프로브 또는 "테스트 후크"도 일반적으로 사용된다. 작은 플라스틱 절연 발에 홈이 있는 팁은 매우 미세 피치 집적 회로를 프로빙하는 것을 더 쉽게 만들 수 있다. 홈은 IC 리드의 피치와 일치하여 사용자의 손 흔들림에 대해 프로브를 안정화하고 원하는 핀에 대한 접촉을 유지하는 데 도움이 된다. 다양한 스타일의 발은 다양한 피치의 IC 리드를 수용한다. 다른 유형의 팁은 다른 기기용 프로브에도 사용될 수 있다.
일부 프로브에는 푸시 버튼이 포함되어 있다. 버튼을 누르면 신호가 끊어지거나(그리고 스코프에 접지 신호를 보낸다) 스코프가 다른 방식으로 트레이스를 식별한다. 이 기능은 여러 프로브를 동시에 사용할 때 매우 유용하며, 사용자가 스코프 화면에서 프로브와 트레이스를 연결할 수 있도록 한다.
일부 프로브 설계는 BNC 주변에 추가 핀을 가지고 있거나 BNC보다 더 복잡한 커넥터를 사용한다. 이러한 추가 연결을 통해 프로브는 오실로스코프에 감쇠 계수(10배, 100배 등)를 알려줄 수 있다. 그러면 오실로스코프는 사용자가 표시하는 것을 자동으로 조정하여 프로브로 인한 감쇠 및 기타 요인을 고려할 수 있다. 이러한 추가 핀은 능동 프로브에 전원을 공급하는 데도 사용할 수 있다.
일부 ×10 프로브에는 "×1/×10" 스위치가 있다. "×1" 위치는 감쇠기와 보상 네트워크를 우회하며, ×10으로 감쇠되면 스코프의 감도 한계 미만이 될 수 있는 매우 작은 신호와 작업할 때 사용할 수 있다.

#### 상호 교환성
표준화된 설계로 인해 모든 제조업체의 수동 프로브(Z0 프로브 포함)는 일반적으로 모든 오실로스코프와 함께 사용할 수 있다(자동 판독 조정과 같은 특수 기능은 작동하지 않을 수 있음). 전압 분배기가 있는 수동 프로브는 특정 스코프와 호환되지 않을 수 있다. 보정 조정 커패시터는 작은 범위의 오실로스코프 입력 커패시턴스 값에 대해서만 보정을 허용한다. 프로브 보정 범위는 오실로스코프 입력 커패시턴스와 호환되어야 한다.
반면에 능동 프로브는 전원 요구 사항, 오프셋 전압 제어 등으로 인해 거의 항상 공급업체별로 다르다. 프로브 제조업체는 때때로 외부 앰프 또는 플러그인 AC 전원 어댑터를 제공하여 프로브를 모든 오실로스코프와 함께 사용할 수 있도록 한다.

### 고전압 프로브

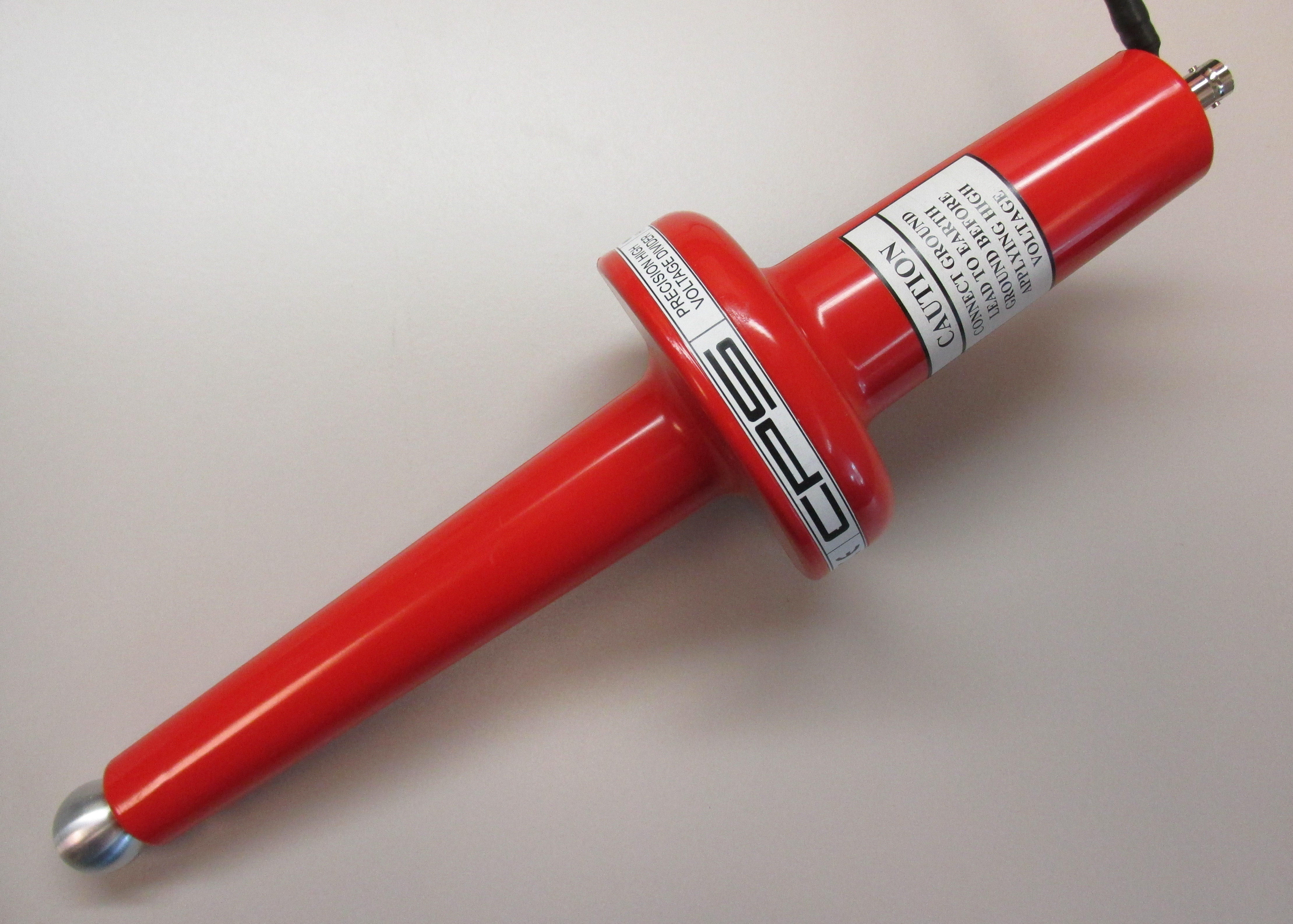
최대 50kV 전압용 고전압 저항기 분배기 프로브. 프로브 팁은 코로나 볼로 구성되어 전기장 기울기를 분배하여 코로나 방전 및 아크를 방지한다.

고전압 프로브를 사용하면 일반 전압계로 측정하기에는 너무 높거나 파괴될 수 있는 전압을 측정할 수 있다. 프로브 본체 내의 정밀 전압 나누개 회로로 입력 전압을 안전하고 측정 가능한 수준으로 줄여서 이를 수행한다.
최대 100kV용으로 제작된 프로브는 일반적으로 저항기 전압 나누개를 사용하며, 수백 또는 수천 메가옴의 입력 저항을 사용하여 회로 부하를 최소화한다. 높은 선형성과 정확도는 극히 낮은 전압 계수를 가진 저항기를 사용하여 달성되며, 프로브의 작동 온도 전반에 걸쳐 일관되고 정밀한 분배기 비율을 유지하는 일치하는 세트로 사용된다. 전압계는 프로브의 분배기 비율을 효과적으로 변경하는 입력 저항을 가지며, 프로브의 저항과 결합하여 RC 회로를 형성하는 기생 용량을 가진다. 이러한 요인은 보상되지 않으면 DC 및 AC 정확도를 각각 쉽게 감소시킬 수 있다. 이러한 영향을 완화하기 위해 전압 나누개 프로브는 일반적으로 주파수 응답을 개선하고 다양한 미터 부하에 대해 보정할 수 있는 추가 구성 요소를 포함한다.
커패시터 분배기 프로브를 사용하면 훨씬 더 높은 전압을 측정할 수 있지만, 이러한 장치의 더 큰 물리적 크기와 기타 기계적 특징(예: 코로나 링)은 휴대용 프로브로 사용하기를 종종 불가능하게 만든다.

## 전류 프로브
전류 프로브는 측정되는 회로의 전류에 비례하는 전압을 생성한다. 비례 상수가 알려져 있으므로 전압에 반응하는 기기를 전류를 나타내도록 보정할 수 있다. 전류 프로브는 측정 기기와 오실로스코프 모두에서 사용할 수 있다.

### 샘플링 저항기
고전적인 전류 프로브는 전류 경로에 삽입된 낮은 값의 저항기("샘플링 저항기" 또는 "전류 션트")이다. 전류는 저항기 양단의 전압 강하를 측정하고 옴의 법칙을 사용하여 결정된다.(Wedlock & Roberge 1969, 152.쪽) 샘플링 저항은 회로 작동에 크게 영향을 미치지 않을 만큼 작아야 하지만, 좋은 판독값을 제공할 만큼 충분히 커야 한다. 이 방법은 AC 및 DC 측정 모두에 유효하다. 이 방법의 단점은 션트를 도입하기 위해 회로를 끊어야 한다는 점이다. 또 다른 문제는 공통 모드 전압이 존재할 때 션트 양단의 전압을 측정하는 것이다. 차동 전압 측정이 필요하다.

### 교류 프로브

변압기를 사용할 수 있으므로 교류는 비교적 쉽게 측정할 수 있다.
변류기는 일반적으로 교류를 측정하는 데 사용된다. 측정할 전류는 1차 권선(종종 단일 턴)을 통해 흐르고, 2차 권선을 통한 전류는 전류 감지 저항기("부담 저항기") 양단의 전압을 측정하여 찾는다. 2차 권선에는 전류 스케일을 설정하는 부담 저항기가 있다. 변압기의 특성은 많은 장점을 제공한다. 변류기는 공통 모드 전압을 제거하므로 접지된 2차측에서 정확한 단일 종단 전압 측정을 할 수 있다. 1차 권선의 유효 직렬 저항 {\displaystyle R_{s}}는 2차 권선 {\displaystyle R}의 부담 저항기와 변압기 권선비 {\displaystyle N}에 의해 설정되며, 여기서: {\displaystyle R_{s}=R/N^{2}} .
일부 변류기의 코어는 분할되어 경첩으로 연결되어 있다. 코어를 열고 감지할 와이어 주위에 클립으로 고정한 다음 닫으면 도체의 한쪽 끝을 풀어 코어를 통과시킬 필요가 없다.
또 다른 클립온 설계는 로고스키 코일이다. 전류 주위의 선 적분을 전자적으로 평가하여 전류를 측정하는 자기 평형 코일이다.
고주파수, 소신호, 수동 전류 프로브는 일반적으로 수 킬로헤르츠에서 100메가헤르츠 이상의 주파수 범위를 갖는다. 텍트로닉스 P6022는 935헤르츠에서 200메가헤르츠까지의 범위를 갖는다. (Tektronix 1983, 435쪽)

### 직류 프로브
변압기는 직류(DC)를 프로빙하는 데 사용할 수 없다.
일부 DC 프로브 설계는 자기 물질의 비선형 특성을 사용하여 DC를 측정한다..
다른 전류 프로브는 홀 효과 센서를 사용하여 회로를 끊을 필요 없이 와이어를 통해 흐르는 전류에 의해 생성되는 와이어 주변의 자기장을 측정한다. 이 프로브는 전압계와 오실로스코프 모두에서 사용할 수 있다. 대부분의 전류 프로브는 자체적으로 전원(배터리 또는 기기에서)을 공급받지만, 일부는 외부 앰프 장치를 사용해야 한다. (참조: 클램프 미터)

### 하이브리드 AC/DC 전류 프로브
더 발전된 전류 프로브는 홀 효과 센서와 변류기를 결합한다. 홀 효과 센서는 신호의 DC 및 저주파수 구성 요소를 측정하고 변류기는 고주파수 구성 요소를 측정한다. 이 신호들은 앰프 회로에서 결합되어 DC에서 50메가헤르츠 이상으로 확장되는 광대역 신호를 생성한다. (Wedlock & Roberge 1969, 154쪽) 텍트로닉스 A6302 전류 프로브와 AM503 앰프 조합이 이러한 시스템의 예이다. (Tektronix 1983, 375쪽) (Tektronix 1998, 571쪽)

## 근거리장 프로브
근거리장 프로브를 사용하면 전자기장을 측정할 수 있다. 이 프로브는 일반적으로 DUT에서 발생하는 전기 잡음 및 기타 바람직하지 않은 전자기파를 측정하는 데 사용되지만, 회로에 많은 부하를 가하지 않고 DUT의 작동을 스파이하는 데도 사용할 수 있다.
이것들은 일반적으로 스펙트럼 애널라이저에 연결된다.

## 온도 프로브

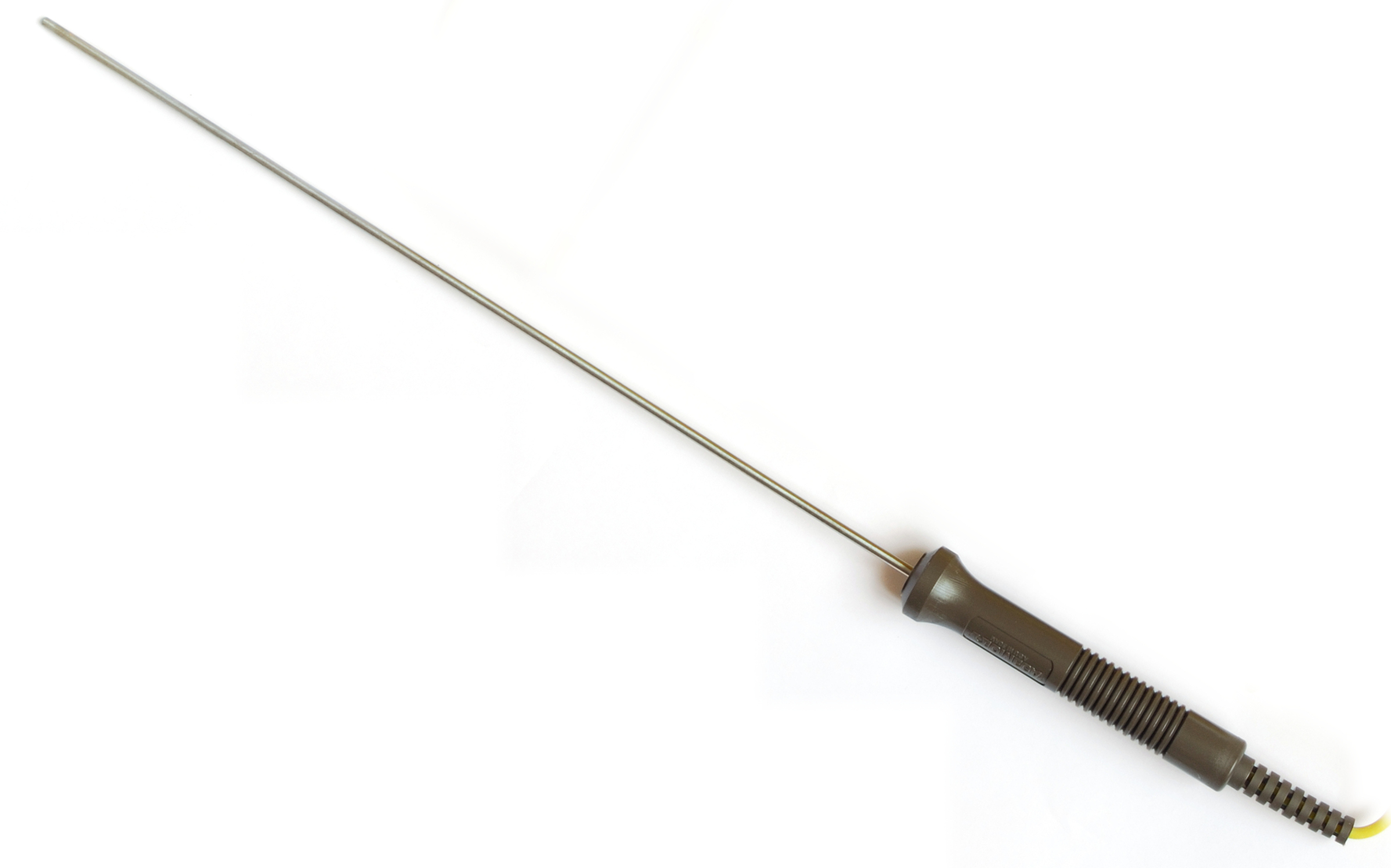
열전대 프로브

온도 프로브는 표면 온도를 접촉 측정하는 데 사용된다. 이들은 서미스터, 열전대 또는 RTD와 같은 온도 센서를 사용하여 온도에 따라 변하는 전압을 생성한다. 서미스터 및 RTD 프로브의 경우, 센서는 전압을 생성하기 위해 전기적으로 자극되어야 하지만, 열전대 프로브는 열전대가 독립적으로 출력 전압을 생성하므로 자극이 필요하지 않다.
전압계는 때때로 온도 프로브를 측정하는 데 사용될 수 있지만, 이 작업은 일반적으로 프로브의 센서(필요한 경우)를 자극하고, 프로브의 출력 전압을 측정하고, 전압을 온도 단위로 변환하는 전문 기기에 위임된다.

## 복조기 프로브
변조된 고주파 신호, 예를 들어 진폭 변조된 라디오 신호의 변조 파형을 측정하거나 표시하려면 간단한 다이오드 복조기가 장착된 프로브를 사용할 수 있다. 프로브는 고주파 반송파 없이 변조 파형을 출력한다.

## 같이 보기
- 랑뮈르 탐침, 플라스마의 전기 전위 및 전자 온도와 밀도를 측정하는 데 사용됨

## 논리 프로브
논리 프로브는 디지털 신호를 관찰하는 데 사용된다.